# Columbia (nom)
|  | No s'ha de confondre amb Colòmbia. |

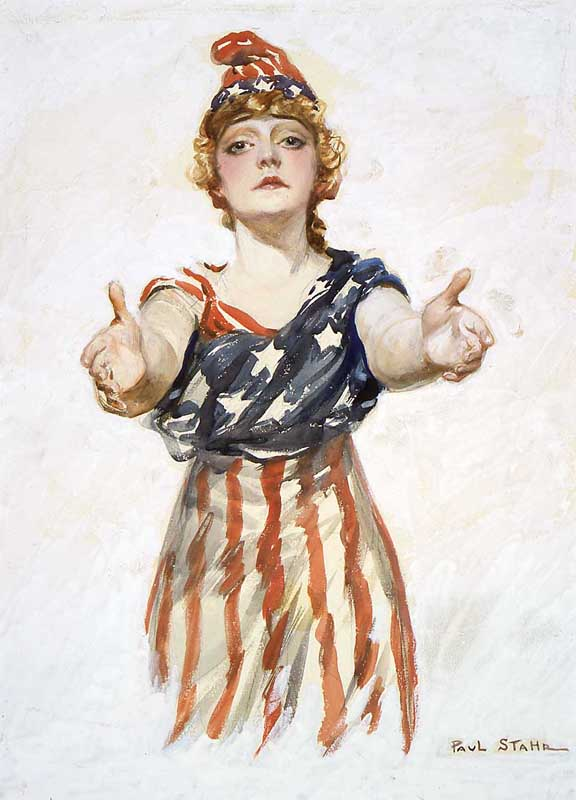
Columbia personificada en la bandera dels Estats Units portant un barret frigi, que significa llibertat i lluita per la llibertat, d'un pòster patriòtic de la Primera Guerra Mundial.

Columbia és un nom històric i poètic usat per als Estats Units i també com un dels noms de la seva personificació femenina. Ha donat origen als noms de moltes persones, llocs, objectes, institucions i empreses; per exemple, la Universitat de Colúmbia, el Districte de Columbia (la capital nacional), i el vaixell  Columbia Rediviva , que donaria el seu nom a la riu Columbia. Les imatges de l'Estàtua de la Llibertat desplaçaren en gran part Columbia com el símbol femení dels EUA al voltant de 1920.
Columbia és un topònim neollatí, en ús des de la dècada de 1730 per les Tretze Colònies. Es va originar a partir del nom de Cristòfor Colom i d'acabament -ia, comuna en els noms científics dels països (en paral·lel Britannia, Gàl·lia etc.).

## Història

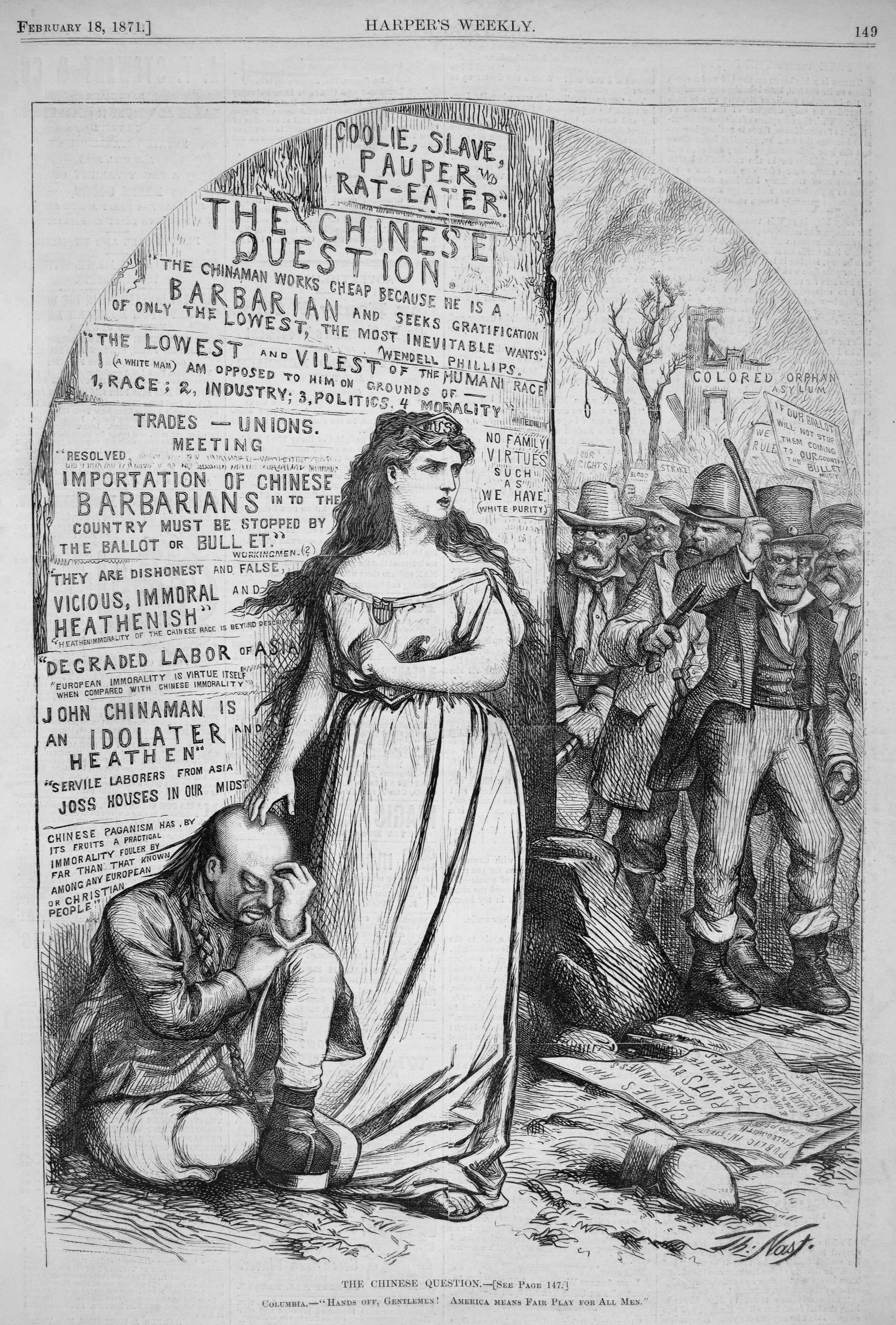
Una Columbia desafiant en una caricatura de Thomas Nast en 1871, mostrada protegint un xinès indefens d'una torba irada irlandesa que acaba de cremar un orfenat.

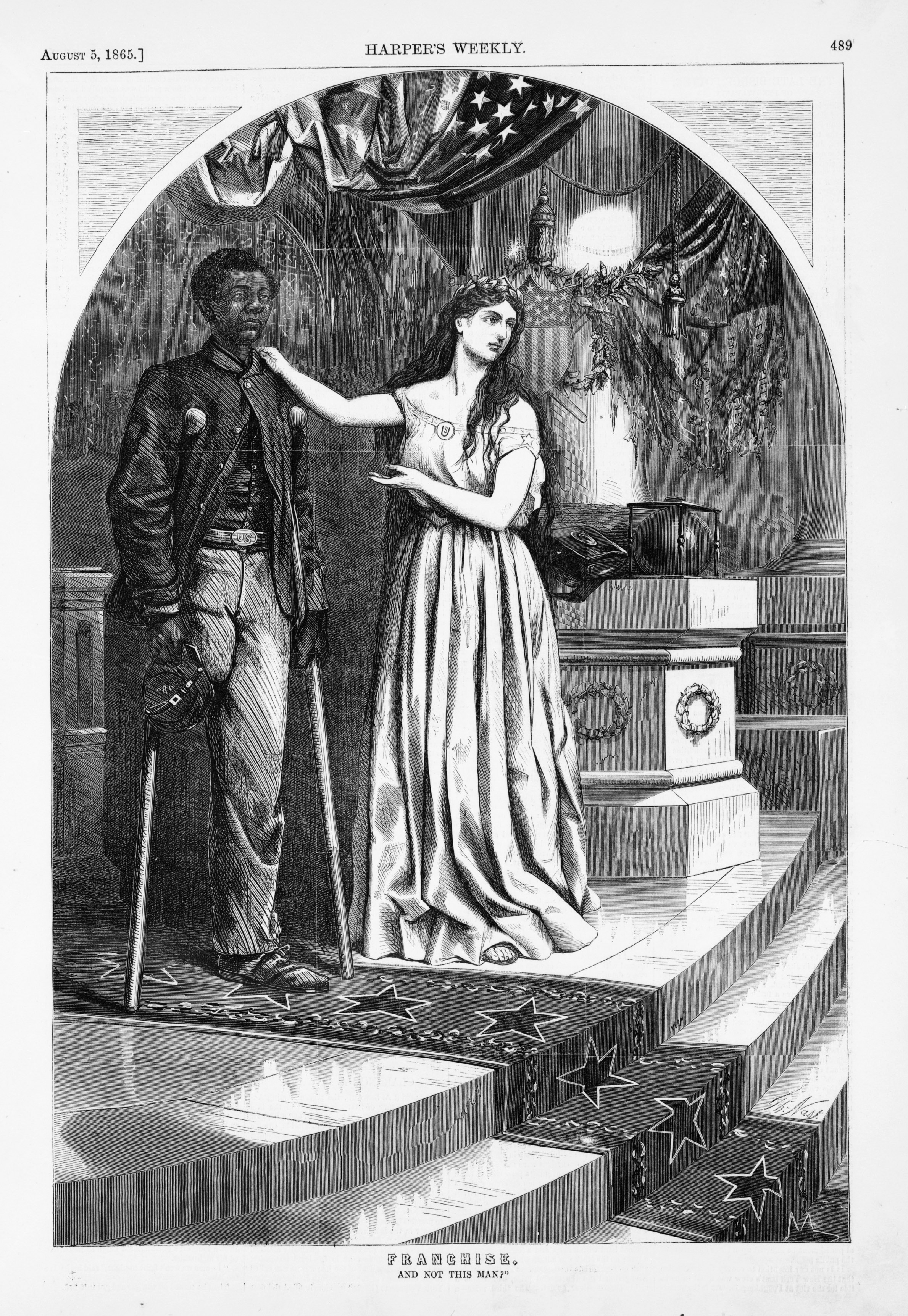
Columbia en una caricatura de Thomas Nast de 1865, demanant al govern dels EUA que permeti votar als soldats negres.

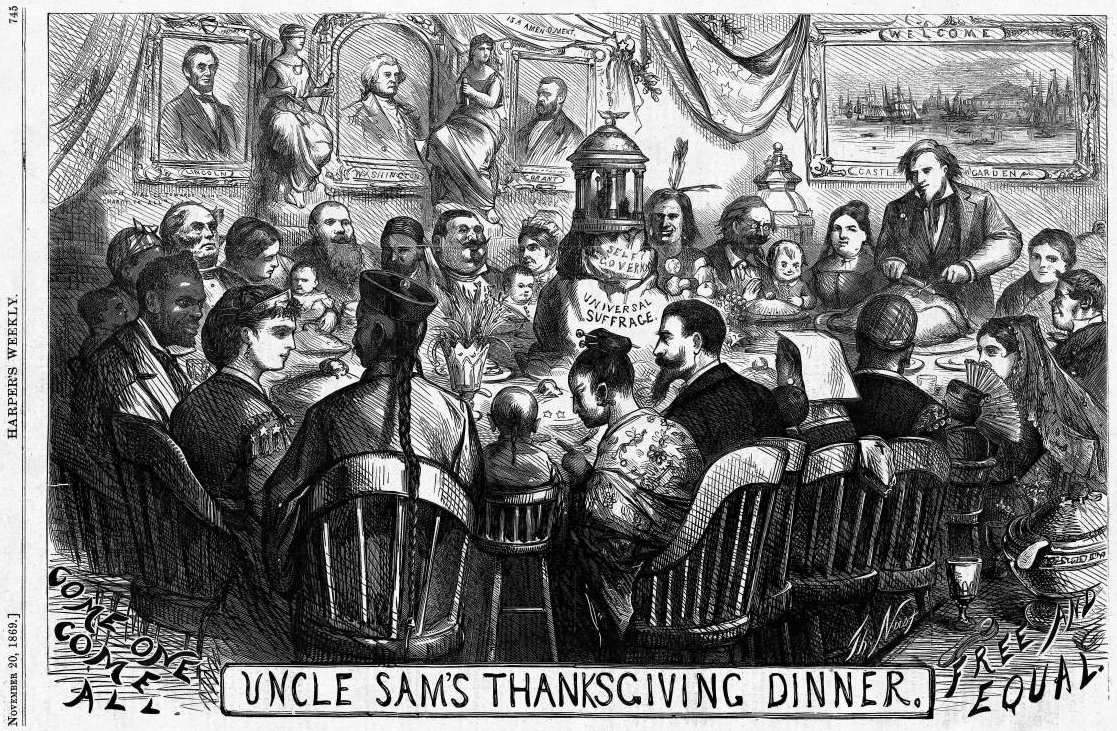
Columbia i l'Oncle Sam en un dibuix de Thomas Nast de 1869.

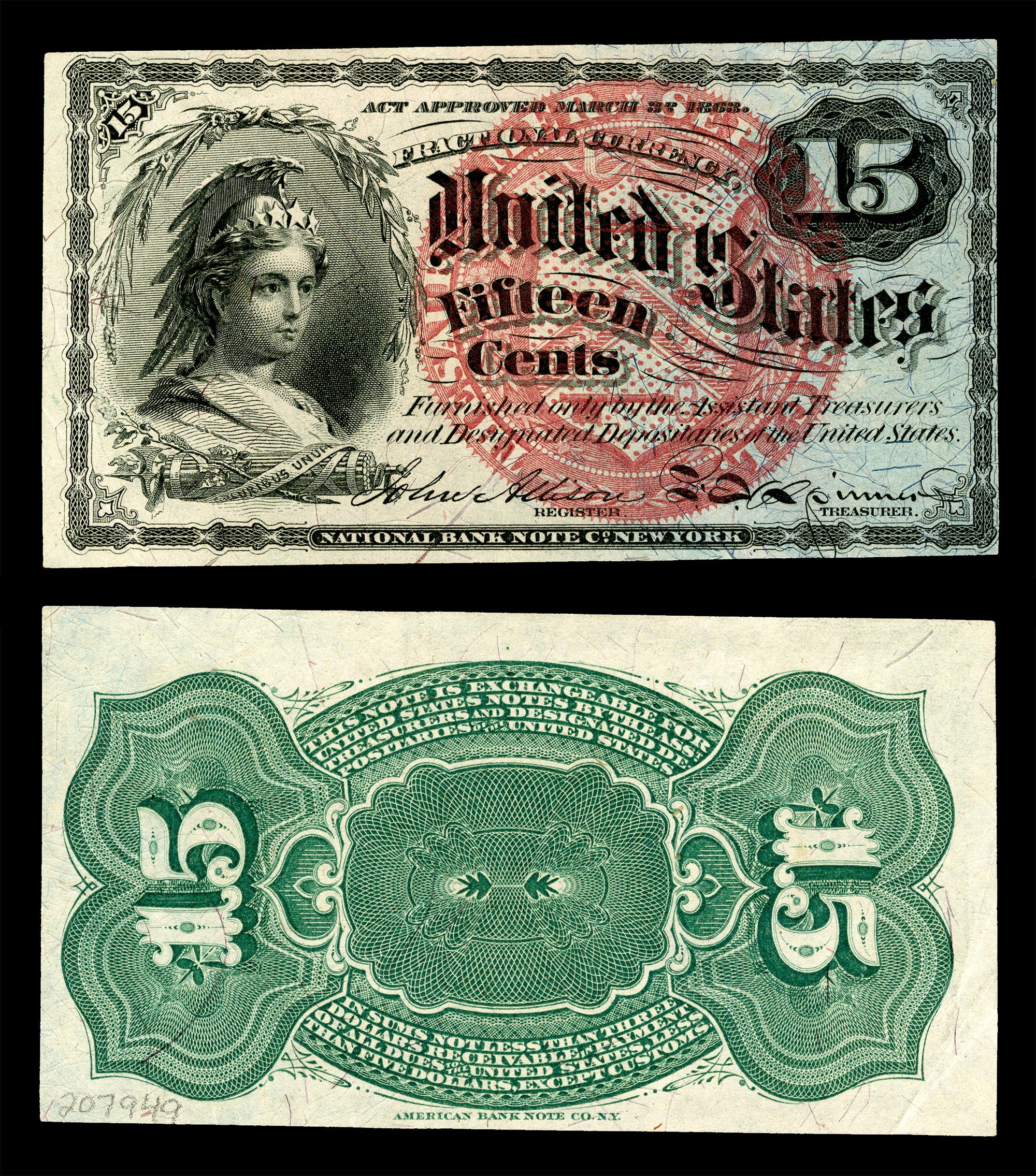
El Bust de Columbia en paper moneda dels Estats Units.

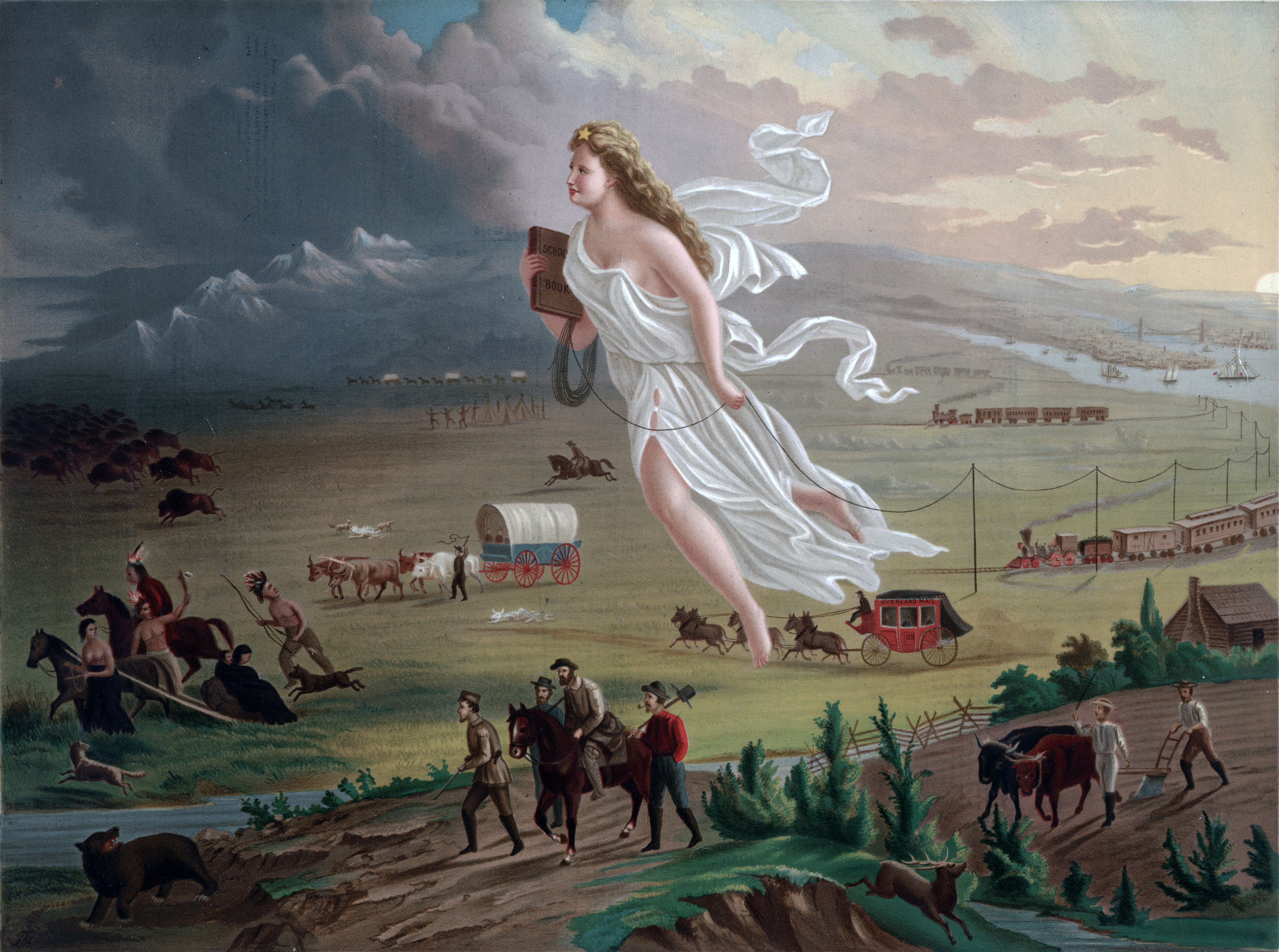
En aquest quadre (del 1872) de John Gast, anomenat American Progress, Columbia - com a personificació dels Estats Units en l'aplicació del Destí Manifest - porta la civilització cap a l'oest amb els colons americans.

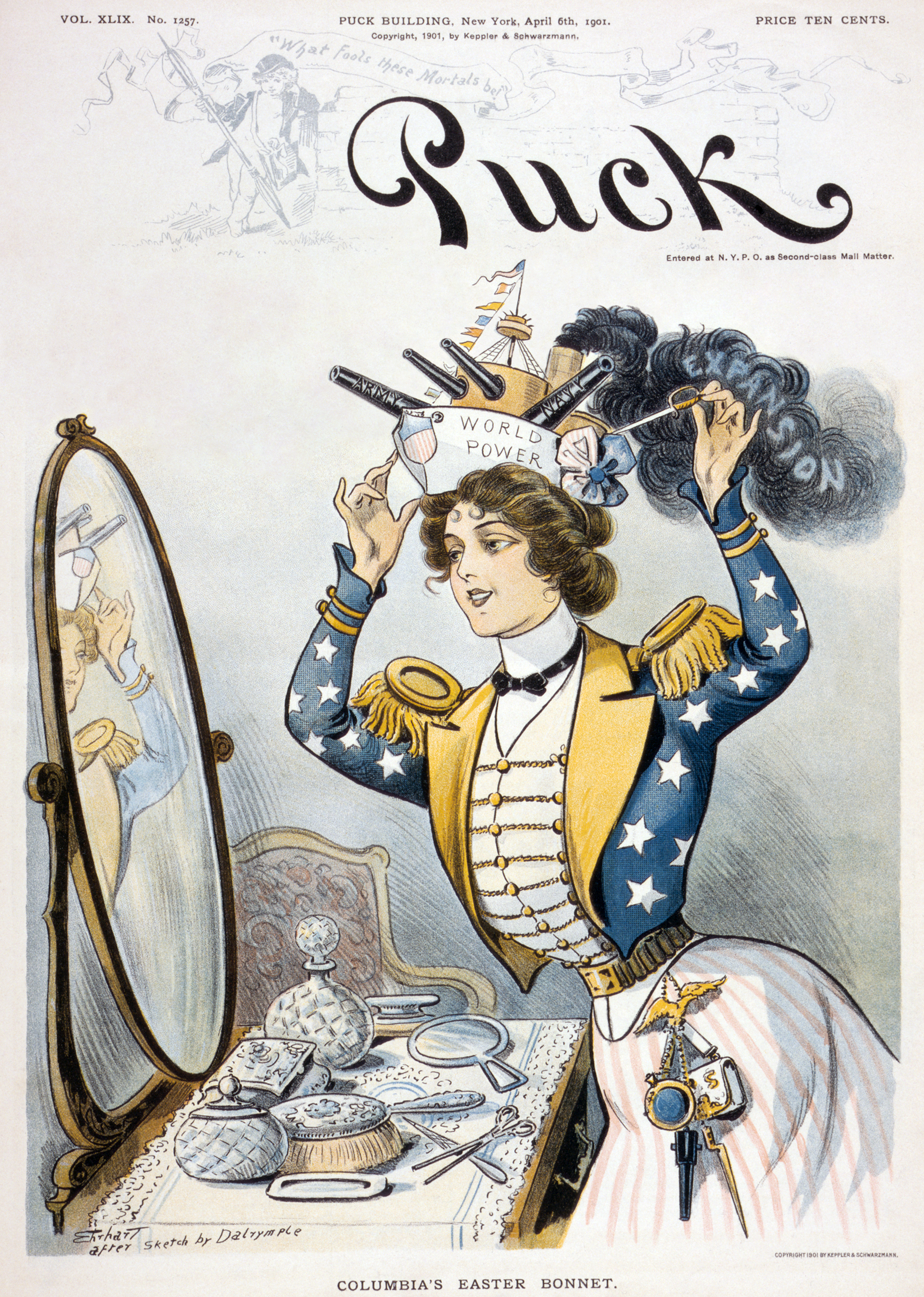
Columbia portant un vaixell de guerra amb les paraules "Potència mundial" com a "barret de Pàsqua" (portada de Puck, 6 d'abril de 1901).

El president del Tribunal Suprem de Massachusetts Samuel Sewall va utilitzar el nom Columbina (no Columbia) per al Nou Món en 1697. El nom Columbia per "Amèrica" apareix per primer cop en 1738 en la publicació setmanal dels debats del Parlament Britànic a la revista d'Edward Cave The Gentleman's Magazine. La publicació dels debats parlamentaris era tècnicament il·legal, de manera que els debats es van publicar sota la disfressa de Reports of the Debates of the Senate of Lilliput, i es van utilitzar noms ficticis per a la majoria dels individus i topònims que apareixien al registre. La majoria d'aquests eren anagrames transparents o distorsions similars dels noms reals; alguns pocs eren presos directament de l'obra de Jonathan Swift Els viatges de Gulliver; i altres eren d'estil clàssic o neoclàssic, com Ierne per a Irlanda, Iberia per a Espanya, Noveborac per Nova York (d'Eboràcum, el nom romà de York), i Columbia pels Estats Units, en el sentit de "colònies europees al Nou Món".
El nom va ser encunyat per primera vegada potser per Samuel Johnson, que es creu l'autor d'un assaig introductori (en què "Columbia" ja apareix), on explicava la presumpció de substituir "liliputiense" per als noms en anglès; Johnson també va escriure a Debates...  des de 1740 fins a 1743. El nom va continuar apareixent a The Gentleman's Magazine fins a desembre de 1746. Columbiap és un calc obvi d'Amèrica, substituint la base del cognom del descobridor Cristòfor Columbus per a la base del nom de pila del menys conegut Americus Vespucci.
Com que en els debats del Parlament moltes de les decisions afectaven directament les colònies, eren distribuïts i seguits de prop a les colònies britàniques a Amèrica, el nom "Columbia" hauria estat familiar per la generació dels fundadors dels Estats Units.
A la segona meitat del segle xviii, els colons americans començaven a adquirir un sentit de tenir una identitat diferent de la dels seus cosins britànics a l'altra banda de l'oceà. En aquest moment, era comú per als països europeus que utilitzen un nom llatí en contexts formals o poètics per conferir un grau addicional de respectabilitat al país en qüestió. En molts casos, aquestes naciones van ser personificades com a deesses de pseudo-clàssiques nomenades amb aquests noms llatins. Situada en un continent desconegut i no identificada pels romans, "Columbia" va ser el més proper que els estatunidencs podien emular aquest costum. Cristòfor Colom no va ser considerat un heroi de les Tretze Colònies fins a mitjans del s. XVIII i el creixent sentiment de nacionalisme entre les colònies. Els anglesos sempre van destacar en John Cabot i en Sebastià Cabot, menystenint en Colom per raons polítiques. Però pels emergents Estats Units, els Cabot van ser herois nacionals de segona i considerats "agents a l'ombra d'un rei britànic", mentre que la Corona espanyola no era cap amenaça.
En el moment de la Revolució, el nom Columbia havia perdut el matís còmic dels seus orígens "lil·liputencs" i s'havia establert com a alternativa, o el nom poètic d'Amèrica. Mentre que el nom Amèrica està necessàriament dividida en quatre síl·labes, d'acord amb les regles de la versificació anglesa del segle xviii, Columbia va ser dividida normalment amb tres, que és sovint més convenient mètricament. Per exemple, el nom apareix en una col·lecció de poemes gratuïts escrits per graduats de Harvard en 1761, amb motiu del matrimoni i coronació del rei Jordi III.
Behold, Britannia! in thy favour'd Isle;
At distance, thou, Columbia! view thy Prince,
For ancestors renowned, for virtues more;
El nom "Columbia" ràpidament a ser aplicat a una varietat d'articles que reflecteixen la identitat estatunidenca. Un vaixell construït a Massachusetts en 1773 va rebre el nom de Columbia; més tard es va fer famós com a vaixell d'exploració, i va prestar el seu nom als nous "Columbias."
La nova nació, en mirar cap enrere, va començar a veure en Colom com un heroi fundador, i amb aquest canvi d'actitud, el nom de Columbia va esdevenir cada vegada més popular amb independència, i se li va donar a molts comtats, municipis i pobles, així com altres institucions, per exemple:
Els defensors d'anomenar els Estats Units com a "Columbia" van continuar exercint pressió perquè el nom fos acceptat fins i tot després que la Constitució dels Estats Units fos ratificada. Segons George R. Stewart, el nom de "Estats Units" era criticat per ser massa llarg, imprecís i poc poètic, i digué que la Convenció Constituent de 1787 hauria estat el moment ideal per canviar-lo. Les dues persones que probablement haurien argumentat més per un nom millor, segons Stewart, haurien estat Thomas Jefferson i Benjamin Franklin. Però Jefferson es trobava a França en aquell moment i ja era vell i sense el seu antic vigor. Per tant, la nació es va continuar dient "Estats Units", però el suport popular pel nom de "Columbia" es va mantenir i es va donar el nom a molts comtats, ciutats i municipis.
- En 1784, l'antic King's College de la ciutat de Nova York havia canviat el seu nom a Columbia College, que es va convertir en el nucli de l'actual Universitat de Colúmbia.
- En 1786, Carolina del Sud va donar el nom de "Columbia" a la seva nova capital. Columbia és també el nom d'almenys 19 ciutats als Estats Units.
- En 1791, tres comissionats nomenats per president Washington nomenaren l'àrea destinada a la seu del govern dels EUA "Territori de Columbia"; posteriorment (1801) va ser organitzat com el Districte de Colúmbia.
- El 1792, el veler Columbia Rediviva veler va donar el seu nom al riu Columbia al nord-oest d'Amèrica (molt més tard donaria el seu nom a la transbordador espacial Columbia)
- En 1798, Joseph Hopkinson va escriure lletres per la "President's March" (1789) de Philip Phile sota el nou títol de "Hail, Columbia." Un cop fou utilitzat com himne nacional dels Estats Units de facto, actualment s'utilitza com la marxa entrada del vicepresident dels Estats Units.
- En la novel·la de Jules Verne De la Terra a la Lluna (1865), la nau espacial a la lluna va ser disparada per un canó columbiad gegant.

En part, l'ús més freqüent del nom Columbia reflecteix un augment del neoclassicisme estatunidenc, exemplificat en la tendència a l'ús de termes i símbols romans. La selecció de la àguila com l'au nacional, l'ús del terme  Senat per descriure la Cambra Alta del Congrés, i el nomenament del turó del Capitoli i de l'edifici del capitoli eren evocacions conscients dels precedents romans.
L'adjectiu columbià s'ha utilitzat per a significar "de o des dels Estats Units d'Amèrica", per exemple a l'Exposició Universal de Chicago de 1893, celebrada a Chicago (Illinois). De tant en tant es proposa com una alternativa a la paraula "americà".
A principis de la Primera Guerra Mundial la imatge de Columbia de peu sobre un agenollat "Doughboy" es va emetre en lloc de la Medalla de Cor Porpra. Ella va donar "al seu fill amb el premi de la nova cavalleria d'humanitat" per lesions sofertes en "la" Guerra Mundial.

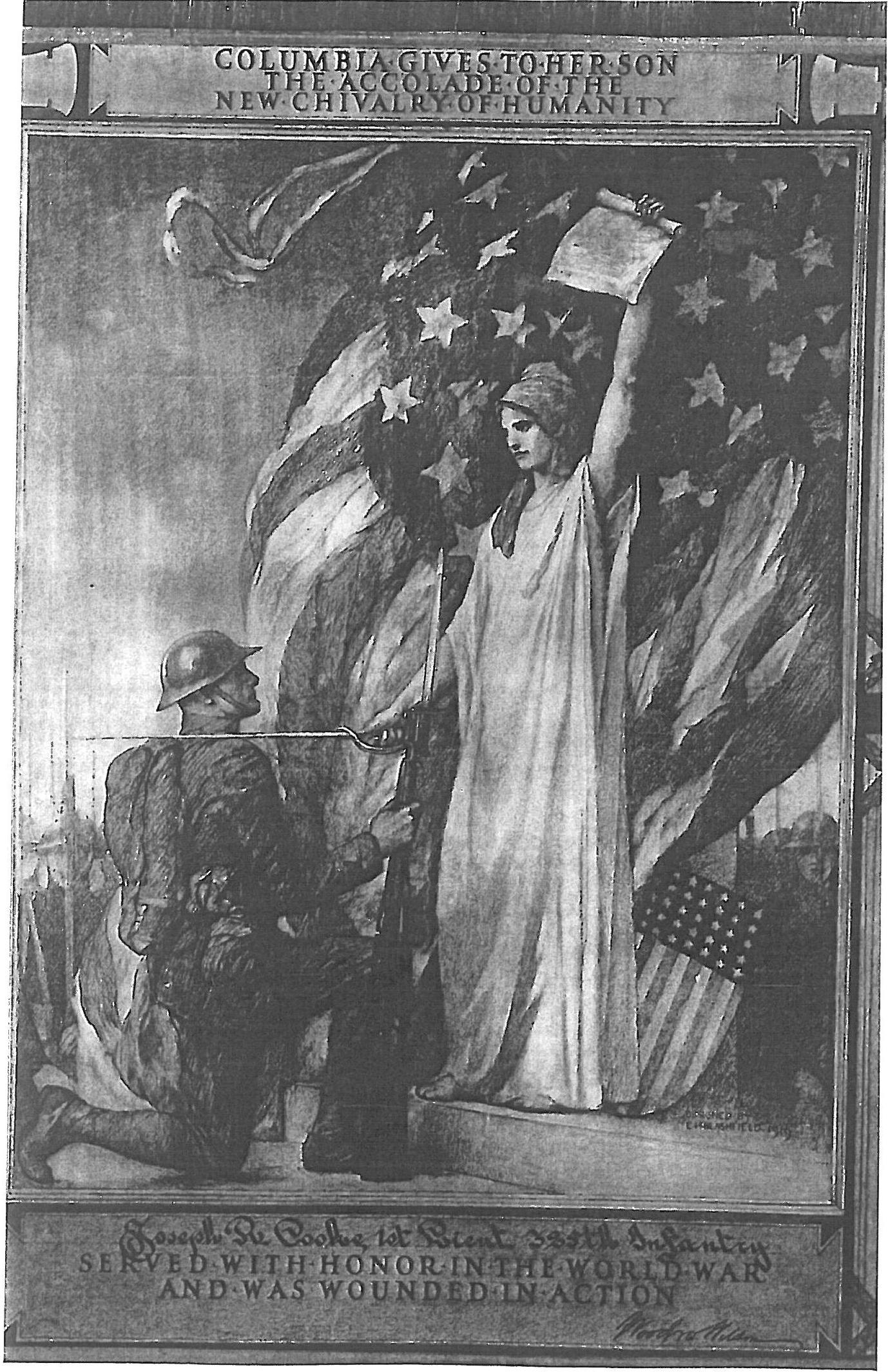
Lady Columbia reconeix el soldat "Doughboy" de la Primera Guerra Mundial que ha rebut ferides per la seva voluntat de servir la humanitat

No s'ha de confondre columbià amb l'adjectiu precolombí en referència al període abans de l'arribada de Cristòfor Colom en 1492.
En la Primera Guerra Mundial el nom de "Bon de la Llibertat" per als bons d'estalvi va ser molt publicitat, sovint amb imatges de l'estàtua de la llibertat. La personificació de Columbia va caure en desús, i va ser reemplaçada en gran manera per Lady Liberty com a al·legoria femenina dels Estats Units. Quan Columbia Pictures va adoptar Columbia en el seu logo en 1924, era (i segueix sent) representada portant una torxa similar a la de l'Estàtua de la Llibertat, a diferència de les representacions de Columbia del segle xix.

## Personificació

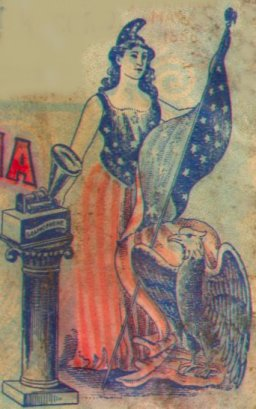
Personificació de Columbia, d'un Cilindre de fonògraf de Columbia Records.

Columbia apareix per primera vegada com a figura quasi mítica en la poesia de l'afroamericà Phillis Wheatley en 1776 durant la guerra revolucionària:
One century scarce perform'd its destined round,
When Gallic powers Columbia's fury found;
And so may you, whoever dares disgrace
The land of freedom's heaven-defended race!
Fix'd are the eyes of nations on the scales,
For in their hopes Columbia's arm prevails.
Especialment al segle xix, Columbia podria ser visualitzat com una personificació nacional femenina dels Estats Units i de la mateixa llibertat, comparable a la Britannia britànica, la Italia turrita italiana i la Marianne francesa, en les caricatures polítiques de finals del segle xix, principis del segle xx. Aquesta personificació de vegades és anomenada "Lady Columbia" o "Miss Columbia". Aquesta iconografia personifica Amèrica en forma d'una reina índia o princesa ameríndia.

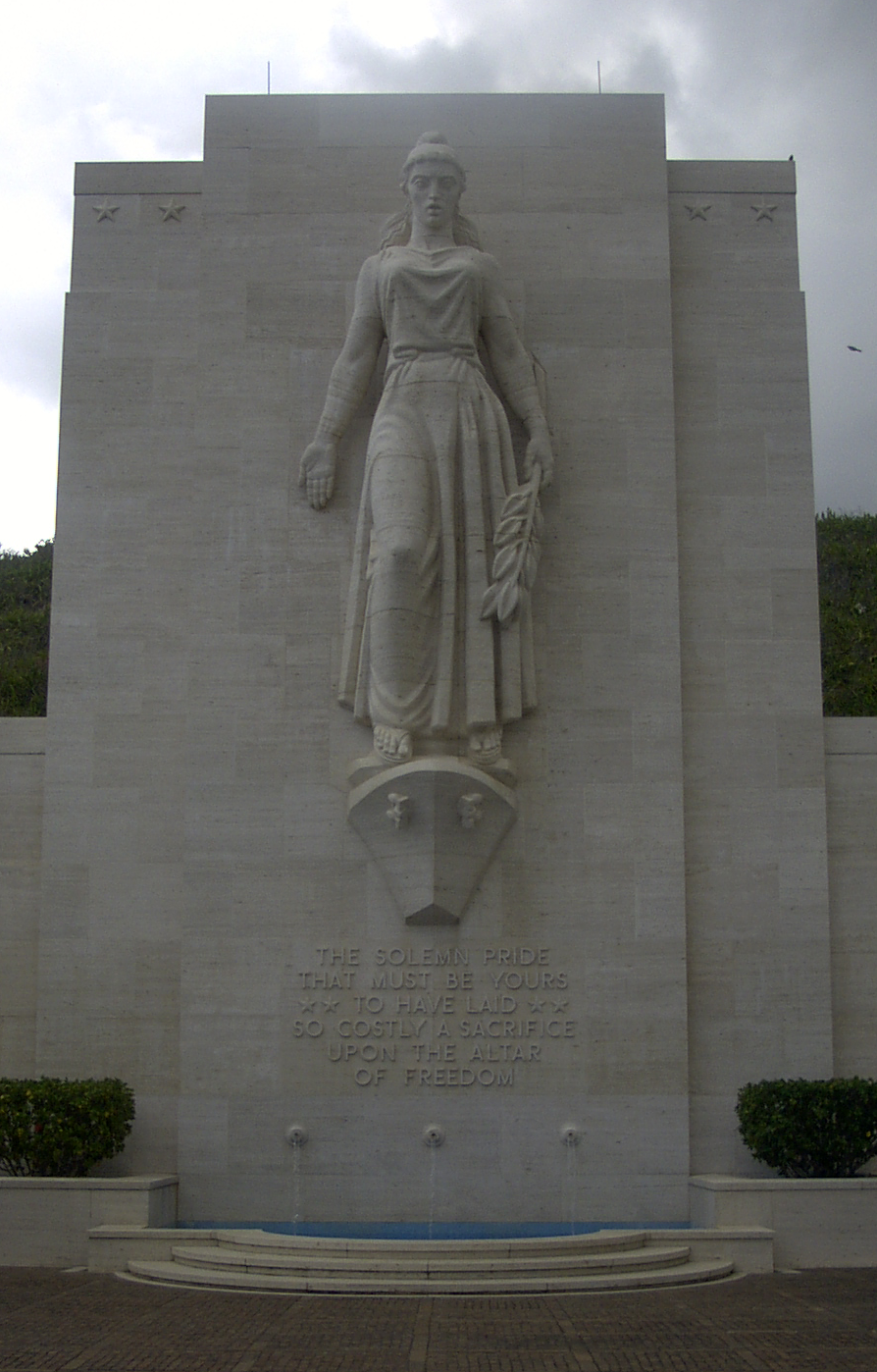
Columbia al National Memorial Cemetery of the Pacific.

La imatge de Columbia personificat mai fou fixada, però es representa més sovint com una dona entre jove i de mitjana edat, vestida amb roba de decoració clàssica amb les barres i estrelles; una versió popular li va donar un vestit vermell i blanc a ratlles i una brusa blava, xal, o faixa tatxonada d'estrelles blanques. El seu tocat va variar; de vegades inclou plomes que recorden un tocat de nadius americans, de vegades era un corona de llorer, però més sovint que era un barret frigi.
Les estàtues de Columbia personificada es poden trobar als següents llocs:
- La Estàtua de la Llibertat de 1863 sobre l'edifici del capitoli dels Estats Units, encara que en realitat no es diu "Columbia", en comparteix molts elements icònics.[14][15]
- la part alta del Memorial Hall, de Philadelphia, fundat en 1876
- La rèplica de la Estàtua de la República ("Golden Lady") al Parc Jackson de Chicago sovint s'entén com a Columbia. És una de les icones restants de l'Exposició Universal de Chicago 1893.
- Al National Memorial Cemetery of the Pacific, dedicada en 1949.

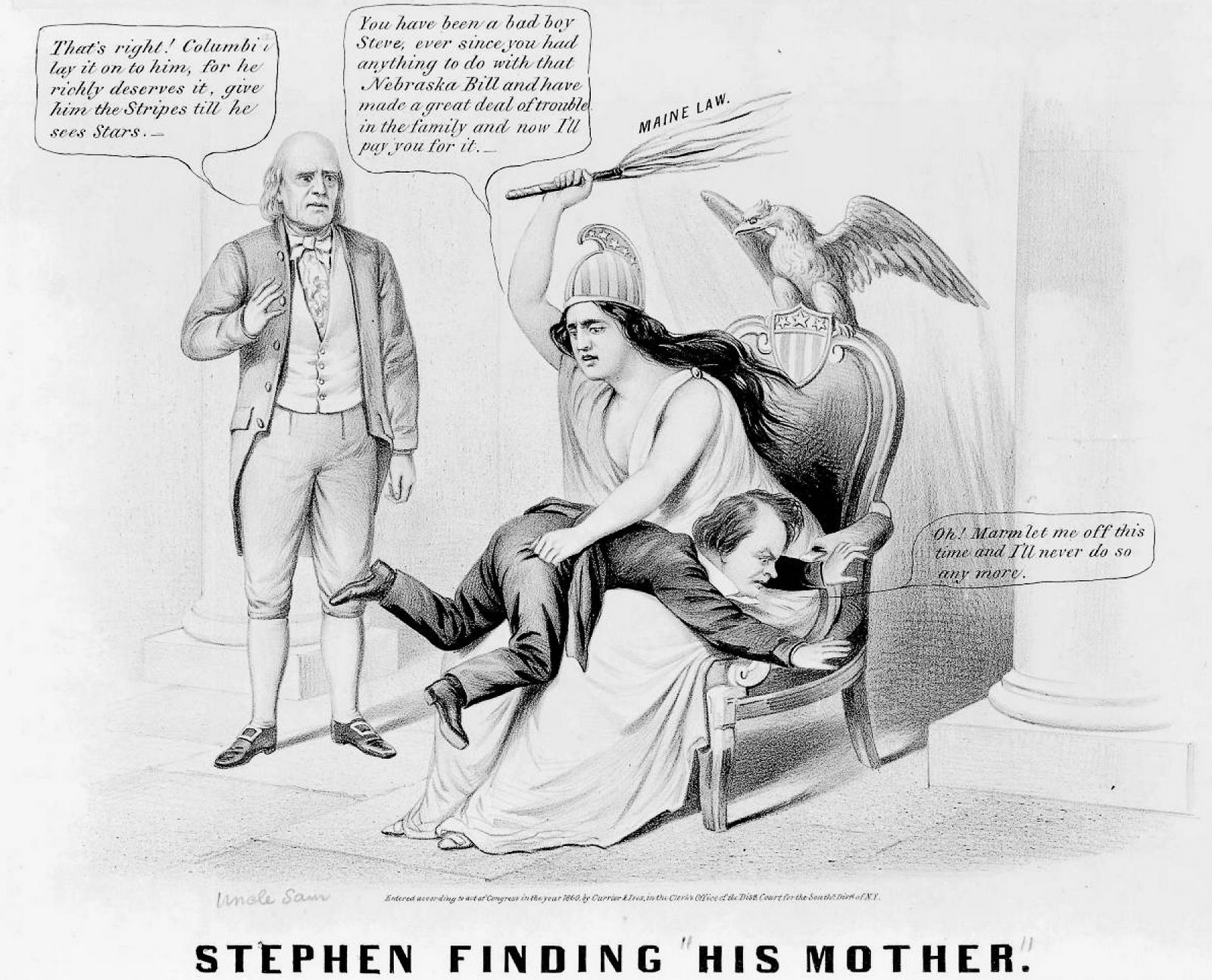
Caricatura política de 1860 que representa a Stephen A. Douglas rebent cops de Columbia amb l'aprovació de l'Oncle Sam.

## Formes modernes
Des de 1800, el nom Columbia s'ha utilitzat per a una àmplia varietat d'articles:
- Universitat de Colúmbia, una universitat de l'Ivy League a la ciutat de Nova York, que va adoptar per primera vegada el nom de Columbia College en 1784.
- La cançó  Hail, Columbia , una cançó patriòtica estatunidenca. Es va considerar, amb altres cançons, un Himne Nacional no oficial dels Estats Units fins a 1931, quan "The Star-Spangled Banner" va ser nomenat oficialment himne nacional
- La cançó "Columbia, Gem of the Ocean" (1843) commemora els Estats Units sota el nom de Columbia.
- Columbia Records, fundada el 1888, va prendre el seu nom de la seva seu al Districte de Columbia.
- Columbia Pictures, nomenada en 1924, utilitza una versió de Columbia personificada com a logotip després d'una gran quantitat d'experimentació.[16]
- L'antic nom legal de la CBS fou Columbia Broadcasting System, usat per primer cop en 1928. El nom deriva d'un inversor, la Columbia Phonograph Manufacturing Company, propietària Columbia Records.
- El mòdul de comando de la nau espacial Apol·lo 11, la primera missió tripulada a la terra en la Lluna, va ser anomenat  Columbia  (1969).
- El  transbordador espacial  Columbia , construïda 1975-1979, va ser nomenat per explorar la nau   Columbia .
- Un Columbia apareix en 'personificada'  Oncle Sam , una novel·la gràfica sobre la història d'Amèrica (1997).
- El mòdul de comandament de l'Apollo 11, la primera missió tripulada de la terra a la Lluna, va ser anomenat  Columbia  (1969).
- El transbordador espacial Columbia, construït en 1975-1979, va ser nomenat en homenatge a la nau Columbia.
- Una Columbia personificada apareix a Uncle Sam, una novel·la gràfica sobre la història d'Amèrica (1997).